# Nakajima Ki-87

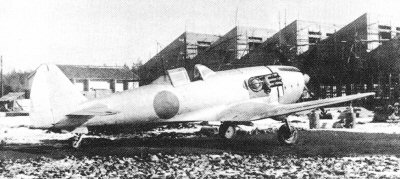
Nakajima Ki-87.01

Nakajima Ki-87 (jap. 中島 キ87) – prototypowy myśliwiec Cesarskiej Armii Japońskiej z czasów II wojny światowej przeznaczony do lotów na dużej wysokości. Jego głównym zadaniem miało być zwalczanie amerykańskich bombowców Boeing B-29 Superfortress, dokonujących strategicznych bombardowań celów w Japonii.

## Historia

### Geneza
Już w 1942 roku Japonia dostrzegła zagrażające jej niebezpieczeństwo ze strony masowych, dywanowych nalotów dokonywanych z dużej wysokości. Sytuacja była tym bardziej niebezpieczna i nagląca, że lotnictwo Armii Lądowej, które odpowiedzialne było za obronę wysp macierzystych, nie dysponowało w swoim arsenale maszyną zdolną do skutecznego przeciwstawienia się zagrożeniu ze strony bombowców operujących na wysokości 10 000 metrów i wyżej.
Aby przeciwdziałać tej sytuacji 3 czerwca 1942 roku Wydział Techniczny Głównego Biura ds. Lotnictwa Armii (Rikugun Koku Honbu Gijutsubu) opracował wstępne założenia dla nowego myśliwca wysokościowego, o silnym uzbrojeniu mogącym niszczyć amerykańskie bombowce oraz o dużym zasięgu. Miał on patrolować strefy podejścia do wysp japońskich na dalekich rubieżach i tam zwalczać nieprzyjacielskie samoloty. Nowa maszyna miała charakteryzować się maksymalną prędkością rzędu 800 km/h, promieniem działania wynoszącym 1000 km z półtoragodzinną rezerwą lotu i pułapem operacyjnym 10 000 m.
Dosyć wygórowane wymagania techniczne, jakie stawiało lotnictwo armii zaowocowało budową kilku typów dwusilnikowych, ciężkich myśliwców wysokościowych. Wśród nich były maszyny Mitsubishi Ki-83 i Kawasaki Ki-108. Inną drogą poszli inżynierowie wytwórni Tachikawa i Nakajima, którzy w porozumieniu z wydziałem technicznym doszli do wniosku, że stworzenie samolotu o bardzo dużym zasięgu, silnie uzbrojonego, dużej prędkości i zdolnego do lotu na bardzo wysokim pułapie przekracza realne możliwości japońskiego przemysłu (jakkolwiek wymienione wcześniej typy samolotów dwusilnikowych pokazują, że całkowicie nie zrezygnowano z tej drogi pozyskania nowej maszyny).
Ustalenia przedstawicieli wytwórni oraz wydziału technicznego zaowocowały wydaniem nowych warunków technicznych dla jednosilnikowego myśliwca wysokościowego. Nie określono w nich dokładnych osiągów, jakimi miała charakteryzować się miała nowa maszyna, a jedynie sprecyzowano rodzaj konstrukcji, jaka miała powstać. Miał to być jednosilnikowy samolot napędzany silnikiem gwiazdowym z turbosprężarką, ciśnieniową kabiną, uzbrojeniem składającym się z dwóch 30 mm działek oraz dwóch 20 mm. W sierpniu 1942 roku ze wstępną propozycją budowy tego typu maszyny Wydział Techniczny zwrócił się do wytwórni Nakajima a w listopadzie tego samego roku firma otrzymała oficjalne zlecenie na opracowanie i wybudowanie samolotu, który otrzymał oznaczenie Ki-87 Shisaku Kokodo Sentoki (Doświadczalny Wysokościowy Samolot Myśliwski Ki-87).
Równocześnie podpisano kontrakt na budowę trzech maszyn prototypowych oraz siedmiu przedseryjnych. Pierwszy z prototypów miał być gotowy w listopadzie 1944 roku. Wierząc w sukces projektu od razu założono budowę seryjną, która wstępnie opiewała na 300 egzemplarzy.

### Projekt
Głównym konstruktorem Ki-87 został inżynier Kunihiro Aoki. Pracę rozpoczęto od kłótni pomiędzy inżynierami Nakajimy a Wydziałem Technicznym Sił Powietrznych. Przedmiotem sporu było miejsce umieszczenia turbosprężarki w samolocie. Wydział techniczny optował za rozwiązaniem znanym z amerykańskiego myśliwca Republic P-47 Thunderbolt, w którym turbosprężarkę umieszczono pod spodem samolotu z tyłu kadłuba. Długie przewody doprowadzały spaliny silnikowe do napędu turbosprężarki, która z kolei zasysała powietrze i przez chłodnice, równie długimi przewodami, doprowadzała je do silnika.
Inżynierowie z Nakajimy krytykowali takie rozwiązanie twierdząc, że podwyższa to niepotrzebnie masę samolotu i zwiększa wrażliwość na ostrzał jego kluczowych mechanizmów. Ich zdaniem, zdecydowanie korzystniejsze byłoby umieszczenie turbosprężarki z boku kadłuba jak najbliżej silnika.
Sięgnięto po rozwiązanie kompromisowe budując obydwa systemy. Zakładano, że pierwsze pięć wybudowanych samolotów będzie miało turbosprężarkę umieszczoną tak, jak chce tego zespół inżyniera Aoki, a wszystkie pozostałe myśliwce, jak woli Wydział Techniczny. Problemem była również sama konstrukcja urządzenia, z którym japoński przemysł nie miał doświadczenia.
Niestety problemy z turbosprężarką sprawiły, że pierwszy prototyp gotowy był dopiero w lutym 1945 roku, cztery miesiące po terminie. Nie tylko turbosprężarka przyprawiała konstruktorów o ból głowy. Całkowitą nowością w japońskim samolocie było nowe podwozie główne, skopiowane z amerykańskiego myśliwca Curtiss P-40 Warhawk, w którym golenie podczas chowania w locie najpierw obracały się o 90° a następnie na płasko chowały do wnęk w skrzydłach.
W lutym 1945 roku rozpoczęto pierwsze próby kołowania bez odrywania się od ziemi. W swój dziewiczy lot maszyna wzbiła się w kwietniu 1945 roku i wykonała w sumie pięć lotów. W każdym z nich pilot miał surowy zakaz chowania podwozia, którego niedopracowana konstrukcja groziła zablokowaniem kół.
Kapitulacja Japonii zakończyła wszystkie prace nad Ki-87.

### Ki-87 II
Tuż przed zakończeniem wojny zespół inżynierów Kunihiro Aoki'ego rozpoczął pracę nad ulepszoną wersją Ki-87 oznaczoną jako Ki-87 II (w literaturze spotyka się również określenie Ki-87 b). Miał to być samolot napędzany mocniejszym silnikiem w układzie podwójnej gwiazdy Ha-46-11 z turbosprężarką zamontowaną zgodnie z wymaganiami Wydziału Technicznego. Zwiększeniu miała ulec również rozpiętość skrzydeł samolotu. Przeprojektowano system chłodzenia oraz przewidziano zastosowanie samouszczelniających się zbiorników paliwa. Tu również zakończenie wojny zastopowało wszystkie prace. Projekt Ki-87 pokazał wszystkie bolączki trapiące japoński przemysł lotniczy pod koniec wojny. Rozdrabnianie potencjału technicznego na wiele różnych konstrukcji oraz brak jednolitej strategii budowy i użycia wysokościowych samolotów myśliwskich.

### Jiki Ko Sentoki
W takiej samej sytuacji jak Lotnictwo Wojsk Lądowych, znalazło się lotnictwo marynarki. Wiosną 1945 roku, japońska marynarka przeszła do głębokiej defensywy. W warunkach amerykańskiej dominacji w powietrzu i na morzu, prowadzenie wielkoskalowych operacji zaczepnych było już nierealne, a priorytetem stała się obrona coraz bardziej intensywnie bombardowanych wysp macierzystych. Tymczasem, podobnie jak konkurencyjne lotnictwo armii, marynarka nie dysponowała samolotem myśliwskim zdolnym do efektywnego zwalczania amerykańskich superfortec. W tej sytuacji, Wydział Techniczny Głównego Biura ds. Lotnictwa Marynarki Wojennej (Kaigun Kōkū Honbu Gijutsubu) oraz Pierwszy Arsenał Techniczny Marynarki Wojennej (Dai-Ichi Kaigun Gijutsusho) zainicjowały program budowy nowego samolotu myśliwskiego określany jako myśliwce typu Ko następnej generacji  (Jiki Ko Sentoki). Myśliwcami typu Ko w marynarce, od lata 1943 roku określano myśliwce przeznaczone do walki z innymi myśliwcami. Podobnie jak to miało miejsce w przypadku maszyn przeznaczonych dla lotnictwa armii, nie określono sztywnych parametrów jakimi miały się charakteryzować nowe projekty. Jedna z propozycji jakie przedstawiła uczestnicząca w pracach firma Nakajima, opierała się na zmodyfikowanym Ki-87. Samolot marynarki miał być pozbawiony turbosprężarki, dzięki czemu maszyna miała posiadać znacznie smuklejszy, bardziej aerodynamiczny kadłub. Silnik typu Ha-44-21 lub zbliżony. Prędkość maksymalna, jaka miał osiągać nowy samolot miała wynosić 676 km/h na wysokości 10 500 m. Czas wznoszenia na tę wysokość 15 minut 48 sekund. Pułap maksymalny 13 200 m. Długotrwałość lotu z prędkością przelotową miała wynosić 2,5 godziny plus dodatkowe 42 minuty przeznaczone na walkę powietrzną. Samolot miał być uzbrojony w cztery działa Typ 99 wzór 2 kalibru 20 mm z zapasem 200 nabojów na lufę. Do realizacji projektu nie doszło.

## Konstrukcja
Ki-87 był całkowicie metalowym, wolnonośnym dolnopłatem napędzanym pojedynczym, osiemnastocylindrowym, chłodzonym powietrzem silnikiem, w układzie podwójnej gwiazdy, z czterołopatowym śmigłem o zmiennym skoku i średnicy 3600 mm (badano również większe śmigło o średnicy 3900 mm). Maszyna posiadała zbiorniki paliwa o objętości 1200 litrów oraz możliwość zabierania dodatkowych dwóch podskrzydłowych zbiorników o pojemności 300 l każdy. Zbiornik oleju miał pojemność 75 l. Kadłub o konstrukcji półskorupowej i owalnym przekroju mieścił jednoosobową, ciśnieniową kabinę. Ciśnieniowa kabina miała powstać w 1944 roku ramach współpracy z wytwórnią Tachikawa jednak plan ten nie został zrealizowany. Przednia część osłony kabiny wykonana była z pancernego szkła o grubości 65 mm, natomiast pozostałe części owiewki wykonano ze zwykłego szkła organicznego o grubości 16 mm. Skrzydła o trapezowym obrysie i skorupowej konstrukcji składały się z centropłata i zewnętrznych części o wzniosie 7°30'. Skrzydła zaopatrzone były w klapy krokodylowe i lotki Frise. Na krawędzi natarcia lewego skrzydła umieszczony był reflektor do lądowania. Usterzenie klasyczne z przesuniętym do przodu, względem usterzenia pionowego, usterzeniem poziomym. Podwozie trójpodporowe, chowane w locie z tylnym kółkiem ogonowym chowanym do wnęki w kadłubie i głównym do wnęk w skrzydłach.

## Uzbrojenie
Ki-87 uzbrojony był w dwa 20 mm działka Ho-5 zabudowane w krawędzi natarcia skrzydeł, strzelające poprzez śmigło oraz dwa 30 mm działka Ho-105 umieszczone również w skrzydłach, ale strzelające poza obrysem śmigła. Maszyna mogła przenosić 250 kg bombę zaczepianą pod kadłubem.